# Bundesstraße 202
Die Bundesstraße 202 (Abkürzung: B 202) liegt in Schleswig-Holstein und verläuft von Sankt Peter-Ording über Friedrichstadt, Rendsburg, Kiel und Lütjenburg nach Oldenburg in Holstein zur A 1 (Vogelfluglinie).

## Geschichte
Die Landstraße von Rendsburg nach Friedrichstadt wurde 1872 zur Chaussee ausgebaut. 1877 wurde die Straßenverbindung von Garding bis St. Peter-Ording fertiggestellt. Ein Ausbau der Teilstrecke Rastorfer Passau–Selent–Seekrug erfolgte in den Jahren 1929 bis 1930. Der Abschnitt zwischen Kiel und Osterrönfeld bei Rendsburg, der in Kiel-Hassee von der Altona-Kieler Chaussee abzweigt, wurde 1989 zur Kreisstraße herabgestuft und durch die parallel laufende A 210 ersetzt.

## Besonderheit
Nahe dem Rastorfer Kreuz im Kreis Plön befinden sich zwei elektronische Wildwarnanlagen, welche 2011 im Rahmen eines Pilotprojektes dort installiert wurden. Diese erkennen wechselndes Wild und warnen Verkehrsteilnehmer dann durch Wechselverkehrszeichen. Dadurch wurden die Wildunfälle in diesem Bereich etwa auf ein Fünftel, im Vergleich zu einem reinen Wildschutzzaun, beziehungsweise sogar etwa auf ein Zehntel im Vergleich zur Zeit vor dessen Errichtung reduziert. Gleichzeitig ist es den Tieren wieder möglich, ihre historischen Wildwanderachsen zu nutzen; die Straße trennt jetzt nicht mehr deren Lebensräume.

## Landschaftlich reizvolle Teilstrecken
- in der Eiderniederung westlich und östlich von Erfde
- zwischen Selent und Lütjenburg entlang des Selenter Sees und
- bei Weißenhaus entlang der Hohwachter Bucht

## Ausbauzustand
Der Ausbauzustand der B 202 gliedert sich wie folgt:
| Abschnitt                                              | Streifen | Trennstreifen | Bemerkung       |
| ------------------------------------------------------ | -------- | ------------- | --------------- |
| L 33 Sankt Peter-Ording – Rendsburg                    | 2        | nein          |                 |
| Rendsburg – Rendsburg-Süd                              | 4        | ja            | autobahnähnlich |
| Rendsburg-Süd – Osterrönfeld                           | 2        | nein          | kreuzungsfrei   |
| Schwentinental-Raisdorf – AS Oldenburg in Holstein-Süd | 2        | nein          |                 |